# Paloue riparia
Paloue riparia är en ärtväxtart som beskrevs av August Adriaan Pulle. Paloue riparia ingår i släktet Paloue och familjen ärtväxter. Inga underarter finns listade i Catalogue of Life.